# Phascolarctos yorkensis
Phascolarctos yorkensis (лат.) — вид вымерших двурезцовых сумчатых. Известен по немногочисленным находкам ископаемых останков (первым был обнаружен фрагмент нижней челюсти). Самый крупный известный науке представитель семейства коаловых. Представители вида с верхнего миоцена до нижнего плиоцена или плейстоцена обитали на полуострове Йорк и в Южной Австралии. В плейстоцене разнообразие сходных видов сократилось с шести до четырёх, однако данный продолжал ещё существовать. Первоначально Пледж выделил этот вид в отдельный род Cundokoala, в 1999 году Блэк и другие пересмотрели систематику вида, переместив его в род коал (Phascolarctos).